# Tuberofera cyanoptera
Tuberofera cyanoptera är en insektsart som beskrevs av Willemse, C. 1930. Tuberofera cyanoptera ingår i släktet Tuberofera och familjen gräshoppor. Inga underarter finns listade i Catalogue of Life.